# Christiansholm
Christiansholm est une commune de l'arrondissement de Rendsburg-Eckernförde, Land de Schleswig-Holstein.

## Géographie
La commune se situe dans la dépression de l'Eider et de la Treene, à côté du lac de Hohn.
Elle se trouve à 13 km environ de Rendsburg, sur la Bundesstraße 202 vers Eiderstedt.

## Histoire
Le village est créé en 1762 dans le cadre de la colonisation du Geest et doit son nom en hommage au prince Christian VII de Danemark.
Meggerholm, à l'origine une partie de Christianholm, fait partie désormais de Meggerdorf, dans l'arrondissement de Schleswig-Flensbourg.